# NGC 3036
NGC 3036 est un amas ouvert,, situé dans la constellation de la Carène. Il a été découvert par l'astronome britannique John Herschel en 1837.
NGC 3036 renferme quelques douzaines d'étoiles dont les magnitudes vont de 10 à 12 dans une région qui couvre environ 7 par 3 minutes d'arc ce qui, compte tenu de la distance et grâce à un calcul simple, équivaut à une taille réelle d'environ 8,0 années-lumière. Les dernières estimations lui donnent un âge de 407 millions d'années.